# Feel my mind
feel my mind és el tercer àlbum d'estudi llançat per la cantant japonesa de J-Pop i R&B Kumi Koda el 18 de febrer de l'any 2004 sota el segell rhythm zone.

## Llista de temes
Per a l'enregistrament del tercer àlbum d'estudi de l'artista, feel my mind, Kumi confessa que va tenir algunes discussions amb productors dins del segell Avex Trax a causa del fet que ja tenien planejat altre àlbum bastant semblant als dos anteriors, i ella ja volia explorar nous estils, renovar-se un poc. En els últims temps la jove havia començat a incórrer dins de la música occidental, i començà a deixar-se influenciar per música R&B i Hip-Hop. I també proposà a Avex que li permetera preparar el seu primer tour en algunes localitats del Japó. Ambdues propostes van ser acceptades i van començar a treballar al cap de poc en aquests punts.
Ja en l'època de masterització de feel my mind, ja proper al llançament, li va ser demanat a Kumi que cantara el tema de la sèrie Cutie Honey, originalment escrita per Claude Q. La cantant la va gravar a últim moment perquè abastara ser inclosa dins de l'àlbum, encara que només com bonus track i per temps limitat.
La cançó finalment va estar massivament produïda per a les seues fans dins de l'onzè senzill de l'artista LOVE & HONEY, on també hi ha altres cançons que van ser part de la serie Cutie Honey. El senzill va ser un gran èxit.

## Llista de pistes
1. Break it down
2. Crazy 4 U
3. Rock Your Body
4. Rain
5. Without Your Love
6. Talk to you
7. 華
8. Get Out The Way
9. Sweet love．．．
10. Gentle Words
11. magic with LISA
12. TAKE BACK
13. COME WITH ME
14. 夢 with You （R．Yamaki's Groove Mix） 
Bonus Track
15. キューティハニー

## Rànquings i vendes
| Rànquing de l'Oricon (Setmanal) | Vendes  |
| ------------------------------- | ------- |
| 7                               | 153,746 |